# Constante de Favard
En mathématiques, la constante de Favard, aussi connue sous le nom de constante de Akhiezer-Krein-Favard, d'ordre r est définie comme étant : 
{\displaystyle K_{r}={\frac {4}{\pi }}\sum \limits _{k=0}^{\infty }\left[{\frac {(-1)^{k}}{2k+1}}\right]^{r+1}.}
Elle porte les noms du mathématicien français Jean Favard et des mathématiciens soviétiques Naum Akhiezer et Mark Krein.
Elle apparaît notamment dans plusieurs problèmes de la théorie de l'approximation.